# المعهد العالي للتوثيق بتونس
المعهد العالي للتوثيق بتونس هو إحدى مؤسسات التعليم العالي بتونس، ويقع غربي العاصمة، ويعود بالنظر إلى جامعة منوبة. وقد أحدث بمقتضى القانون عدد 83 لسنة 1981 المـؤرخ في 11 جويلية 1981، ثم تلاه الأمر عدد 397 لسنة 1991 المؤرخ في 18 مارس 1991 المتعلـق بضبط مهمة المعهد وتنظيم الدراسات والامتحانات للحصول على الأستاذية في التوثيـق. وكان يسمى إلى 16 أوت 2008 المعهد الأعلى للتوثيق. وهو المعهد الوحيد المتخصص في علوم التوثيق والأرشيف والمكتبات بالجمهورية التونسية.

شعار المعهد العالي للتوثيق

## تأسيسه وتطوره
بعث المعهد للاستجابة لحاجة البلاد إلى متخصصين في علوم المكتبات والتوثيق والأرشيف. وقد كانت الدراسة تدوم فيها سنتين. ثم بعد إعادة هيكلة المعهد عام 1988 أصبحت الدراسة تدوم أربع سنوات تنتهي بالإجازة. والمعهد منذئذ ييرتكز على جذعين طويل يدوم أربع سنوات وقصير يدوم سنتين. وفي العام الدراسي 2007-2008 أصبح المعهد يدرس المرحلة الثالثة من خلال ماجستير مهني في علوم المكتبات والتوثيق. وفي السنة الدراسية 2008-2009 دخل في منظومة (الإجازة والماستير والدكتوراه) المعروفة اختصارا (إمد).

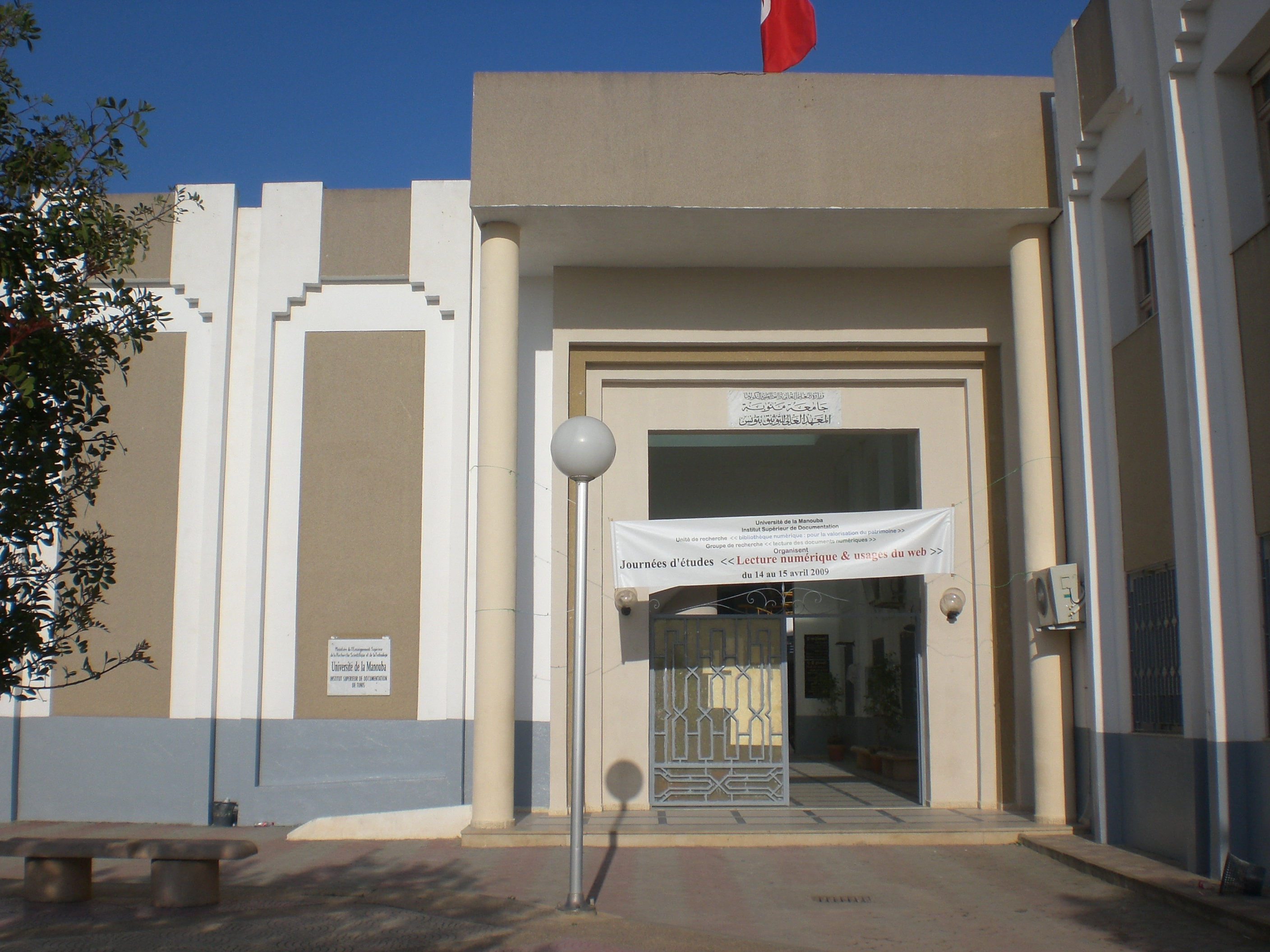
مدخل المعهد بمنوبة

## شهادات المعهد
يمنح المعهد العالي للتوثيق الشهادات التالية:
- الإجازة التطبيقية في التوثيق وعلوم المكتبات والأرشيف
- الإجازة التطبيقية في التصرف الإلكتروني في الوثائق والمعلومات
- الإجازة الأساسية في علوم المعلومات
- شهادة الدراسات الجامعية للمرحلة الأولى في التصرف في الوثائق والأرشيف
- شهادة الدراسات الجامعية للمرحلة الأولى في علوم المكتبات والتوثيق
- شهادة الدراسات الجامعية في التصرف في الوثائق والأرشيف
- شهادة الدراسات الجامعية في علوم المكتبات والتوثيق
- الأستاذية في التصرف في الوثائق والأرشيف
- الأستاذية في علوم المكتبات والتوثيق
- ماجستير متخصص في علوم المكتبات والتوثيق

## مديرو المعهد
تولى إدارة المعهد الأعلى للتوثيق الأساتذة:
- عبد الجليل التميمي منذ إنشائه إلى عام 1987
- خليفة شاطر فيما بين عامي 1987 و1996
- هندة الحجامي بن غزالة فيما بين 1997 و2001
- خالد ميلاد فيما بين 2001 و2007
- وحيد قدورة بضعة أشهر خلال عام 2011

والملاحظ أنه باستثناء الإثنين الأخيرين، فإن بقية المديرين جاؤوا من اختصاصات مختلفة : التاريخ بالنسبة للمديرين الأولين، اللغات بالنسبة للخامس والسادس والسابع، والمعلوماتية بالنسبة للرابعة وما قبل الأخير.

## أرقام
- الأساتذة: تتكون هيئة التدريس بالمعهد خلال العام الدراسي 2008-2009 من مجموع 85 مدرسا في السداسي الأول و92 مدرسا في السداسي الثاني يتوزعون كما يلي: 23 مدرسا قارا، و2 خبيرين متعاقدين، و6 أساتذة ثانوي، و4 مدرسين متعاقدين في السداسي الأول و6 في السداسي الثاني، و40 ثم 45 مدرسا عرضيا.
- الطلبة: خلال السنة الدراسية 2007-2008، بلغ مجموع طلبة المعهد 1201 طالبا يتوزعون على المراحل الدراسية كما يلي: المرحلة الأولى: 607، والمرحلة الثانية: 564 والماجستير: 30. وانخفض عدد طلبة المعهد في العام الدراسي 2008-2009 إلى 895 طالبا.

## البحث
بالإضافة إلى التدريس يقوم مدرسو المعهد الأعلى بأنشطة بحثية في علوم المكتبات والمعلومات، حيث توجد وحدة بحث عنوانها المكتبة الرقمية، من أجل خدمة التراث، وهي تضم خلال العام الدراسي 2008-2009: 30 باحثا من مدرسي المعهد. كما ينظم المعهد بين الفينة والأخرى ملتقيات علمية من آخرها:
- الملتقى الدولي المنعقد بالعاصمة التونسية فيما بين 14 و16 أفريل/نيسان 2005 حول: المعلومات الرقمية ورهانات مجتمع المعلومات.
- الملتقى الوطني حول : مستقبل مهن المعلومات، وقد انعقد يومي 19 و20 أفريل/نيسان 2007.
- الملتقى الدولي المنعقد أيام 17-19 أفريل/نيسان 2008 حول : التفاعل والاتصال، الإعلام والتبليغ، أية قيم وأي تقييم؟ وقد انتظم هذا الملتقى بالشراكة مع معهد الصحافة وعلوم الإخبار والجمعية الفرنسية لعلوم المعلومات والاتصال.

## المكتبة
يضم المعهد مكتبة بها 30 ألف عنوانا، و300 دورية، و800 رسالة ختم الدروس الجامعية إضافة إلى العديد من الأوعية السمعية البصرية.

## وصلات خارجية
- موقع المعهد العالي للتوثيق.